# Hans Joachim Specht

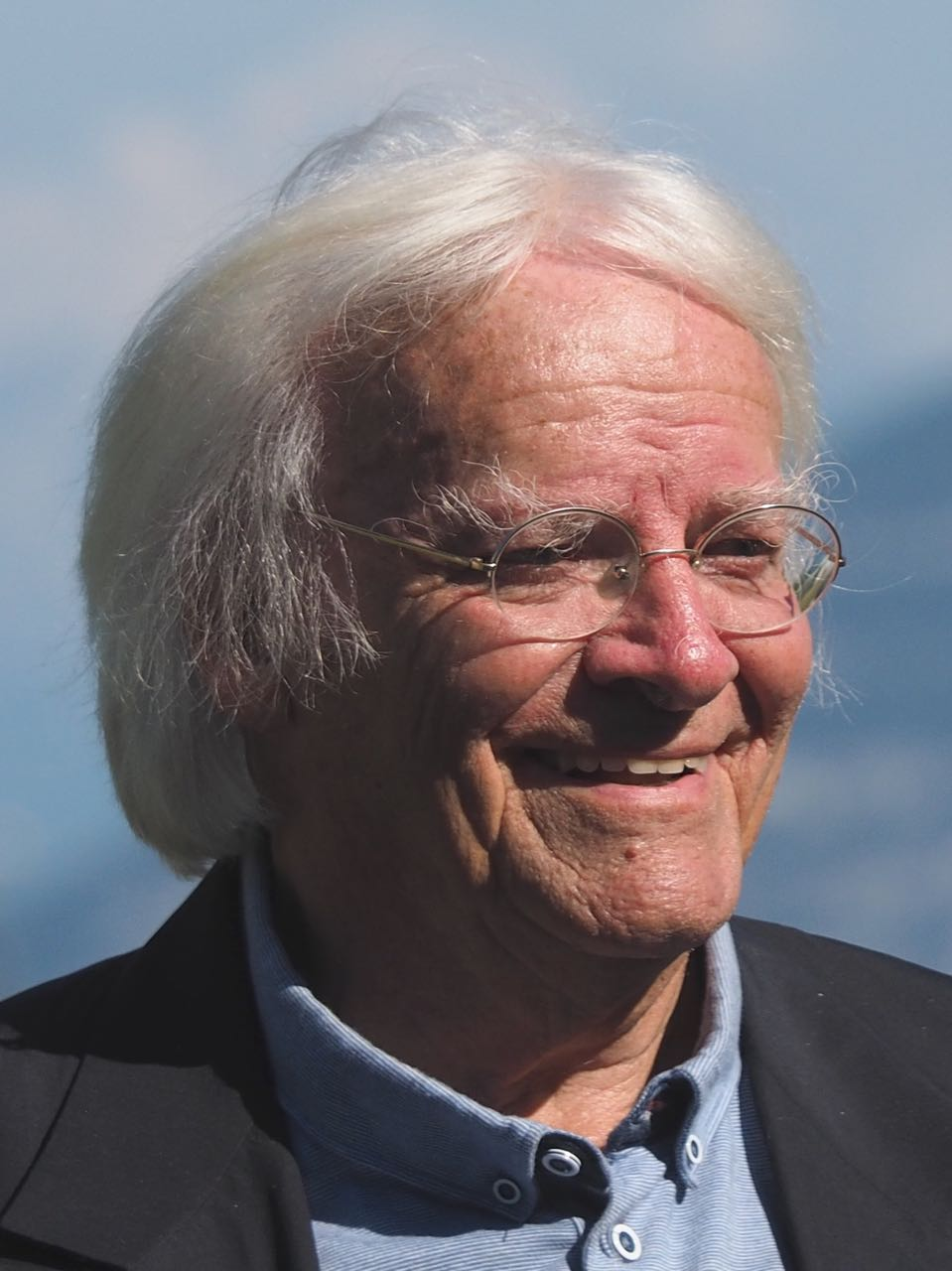
Hans Joachim Specht (2017)

Hans Joachim Specht (* 6. Juni 1936 in Unna; † 20. Mai 2024 in Heidelberg
) war ein deutscher experimenteller Teilchen- und Kernphysiker sowie Hochschullehrer an der Ruprecht-Karls-Universität Heidelberg.

## Leben
Specht besuchte das Gymnasium in Kamen und studierte Physik von 1956 bis 1962 an der Ludwig-Maximilians-Universität München (LMU), der Technische Universität München (TUM) und der ETH Zürich. Nach dem Diplom 1962 an der TU München promovierte er mit summa cum laude 1964 bei Heinz Maier-Leibnitz. Seine Dissertation beruht auf atomphysikalischen Experimenten am Forschungsreaktor München (FRM). Mit der Untersuchung der Röntgenstrahlung beim Stoß niederenergetischer Schwerionen öffnete er das Feld der Quasi-Moleküle. Danach konzentrierte sich Spechts wissenschaftliches Interesse auf die Kernspaltung und insbesondere auf die Form der Spaltbarriere. Als Post-Doktorand mit einem NRC Stipendium am AECL Nuclear Physics Laboratory in Chalk River, Kanada, gelang es ihm, Vibrationszustände im zweiten Minimum der doppelhöckrigen Spaltbarriere nachzuweisen, wobei er neuartige Gasdetektoren einsetzte.  1969 kehrte Specht nach München zurück als Assistent an der LMU München, wo er sich 1970 habilitierte und 1971 zum Wissenschaftlichen Rat und Professor ernannt wurde. Mit einem Experiment am gemeinsamen Beschleunigerlabor der LMU und TUM gelang Specht im Jahr 1972 ein wissenschaftlicher Durchbruch: er konnte zeigen, dass Spaltisomere stark deformierte Kernzustände sind und lieferte damit den ersten experimentellen Nachweis für Formisomerie in Atomkernen. Dies wird als die wichtigste Erweiterung des Schalenmodels der Atomkerne seit Einführung der Spin-Bahn-Kopplung angesehen. Jene Entdeckung brachte ihm internationale Anerkennung und viele Angebote auf Professorenstellen.
1973 wurde Specht Professor an der Ruprecht-Karls-Universität Heidelberg. Zunächst verfolgte Specht ein vielseitiges Forschungsprogramm am Max-Planck-Institut für Kernphysik und an der Gesellschaft für Schwerionenforschung, heute GSI Helmholtzzentrum für Schwerionenforschung, in Darmstadt. Mit Anfang der 1980er Jahre richtete sich sein wissenschaftliches Interesse auf hochenergetischen Schwerionenstößen am CERN und die mögliche Bildung eines Quark-Gluon Plasmas.  Dieser Übergang zur Hoch-Energie-Kernphysik geht vor allem auf William J. Willis zurück. Specht war Mitglied im R807/808 Experiment am Intersecting Storage Rings (ISR), er war Sprecher eines Schwerionenexperiments der ersten Generation NA34-2/HELIOS, Gründer und Sprecher von NA45/CERES, und seit 2003 Mitglied von NA60 am Super Proton Synchrotron (SPS). Gleichzeitig baute er eine starke Schwerionen-Gruppe an der Universität Heidelberg auf. Er verbrachte Sabbat-Aufenthalte am CERN in 1983/84, 1990/91 und 2003/2004. 1996 war er Vorsitzender der internationalen Quark-Matter Tagung in Heidelberg. Specht spielte auch eine Schlüsselrolle bei der Entwicklung des ALICE Detektors mit wichtigen Beiträgen zum konzeptionellen Entwurf eines Schwerionendetektors am Large Hadron Collider (LHC) und sorgte ebenso für eine institutionelle deutsche Unterstützung dieses Projekts.
Von 1992 bis 1999 war Specht wissenschaftlicher Geschäftsführer der GSI in Darmstadt. Hier initiierte er die Nutzung von Schwerionenstrahlen für die Tumortherapie und verantwortete eine Pilot-Studie zur Patientenbestrahlung an der GSI in Zusammenarbeit mit der Radiologischen Klinik der Universität Heidelberg und dem Deutschen Krebsforschungszentrum in Heidelberg. Dies ebnete den Weg für eine klinische Einrichtung in Heidelberg, das Heidelberger Ionenstrahl-Therapiezentrum (HIT), das 2009 in Betrieb ging.
Specht arbeitete auch zusammen mit Hans Günter Dosch und anderen in einem interdisziplinären Forschungsprojekt zur Physik und Neurophysiologie der Wahrnehmung von Musik im Gehirn wie Tonhöhe und Tonspektrum. Er selbst spielte Klavier seit seiner Kindheit. 1999 hielt Specht zusammen mit Dosch eine Loeb Lecture an der Harvard University. Im gleichen Jahr wurde er mit der Werner-Heisenberg-Medaille der Alexander von Humboldt-Stiftung ausgezeichnet. Seit 2000 war Specht Mitglied der Heidelberger Akademie der Wissenschaften.
2004 wurde Specht Professor emeritus.
Specht verstarb am 20 May 2024 im Alter von 87 Jahren.
Im Juli 2025 erschien bei Springer Nature ein Buch "Hans Joachim Specht — Scientist and Visionary". Das Buch enthält ein Vorwort von Carlo Rubbia und Beiträge von nahezu 30 Kollegen und Mitarbeitern, die Spechts Biographie (in seinen eigenen Worten) umrahmen. Das Buch ist erhältlich open access über die Springer Web-Seite.

## Schriften
- Nuclear Fission. Rev. Mod. Phys. 46, 1974, S. 773–787 (Online).
- Spectroscopic Properties of Fission Isomers., mit V. Metag et al., Phys. Reports 65, 1980, S. 1–41 (Online).
- Reaktionen zwischen schweren Atomkernen – gegenwärtige und künftige Entwicklungen. Physikalische Blätter, Band 37, 1981, Nr. 7, S. 199 (Online).
- Quark Matter: Proceedings of the Sixth International Conference on Ultra-Relativistic Nucleus-Nucleus Collisions — Quark Matter 1987, Nordkirchen, FRG, 24–28 August 1987., edited by H. Satz, H. J. Specht, and R. Stock, Springer, 2012. ISBN 978-3-642-83524-7 (Online). Originally published as Zeitschrift für Physik C – Particles and Fields, Vol. 38 (1–2), 1988. ISSN 0170-9739.
- Gute Physik mit vorhandenen Geräten machen. Physikalische Blätter, Band 49, 1993, S. 46–48 (Online).
- NA60: In Hot Pursuit of Thermal Dileptons., mit S. Damjanovic und R. Shahoyan, CERN Courier 11/2009, S. 31–34 (Online).